# 马藏 (沃克吕兹省)
马藏（法語：Mazan，發音：[mazɑ̃]）是法国普罗旺斯-阿尔卑斯-蓝色海岸大区沃克吕兹省的一个市镇，属于卡庞特拉区。

## 地理
马藏（44°3'24"N, 5°7'41"E）面积37.92 平方千米，位于法国普罗旺斯-阿尔卑斯-蓝色海岸大区沃克吕兹省，该省份为法国东南部内陆省份，北起德龙省，西北接阿尔代什省，西接加尔省，南至罗讷河口省，东南角与瓦尔省接壤，东临上普罗旺斯阿尔卑斯省。
与马藏接壤的市镇（或旧市镇、城区）包括：卡龙、布洛瓦克、卡庞特拉、马勒莫尔迪孔塔、莫代讷、莫尔穆瓦龙、佩尔讷莱方丹、圣迪迪耶、圣皮埃尔德瓦索勒、沃纳斯克。
马藏的时区为UTC+01:00、UTC+02:00（夏令时）。

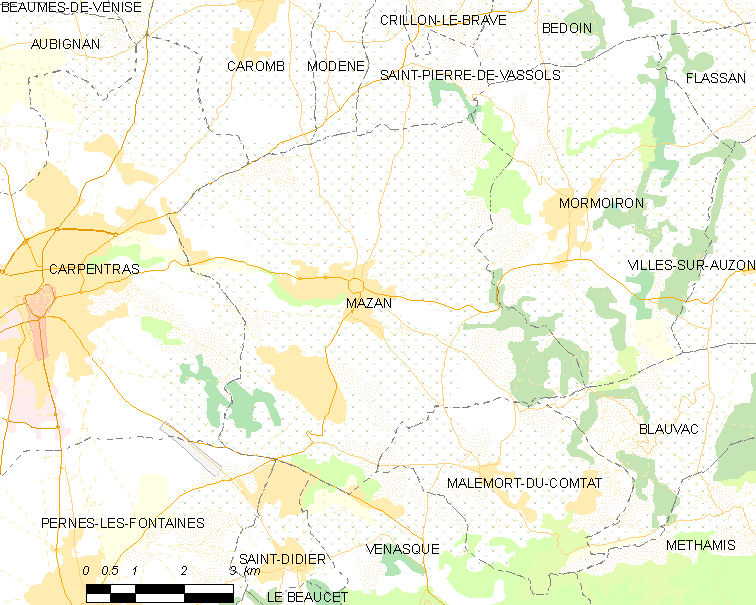
马藏的OSM定位图

## 行政
马藏的邮政编码为84380，INSEE市镇编码为84072。

## 政治
马藏所属的省级选区为佩尔讷莱方丹县。

## 人口

1962-2008年间马藏人口变化图示

马藏于2022年1月1日时的人口数量为6272人。